# Primeiro Planalto Paranaense

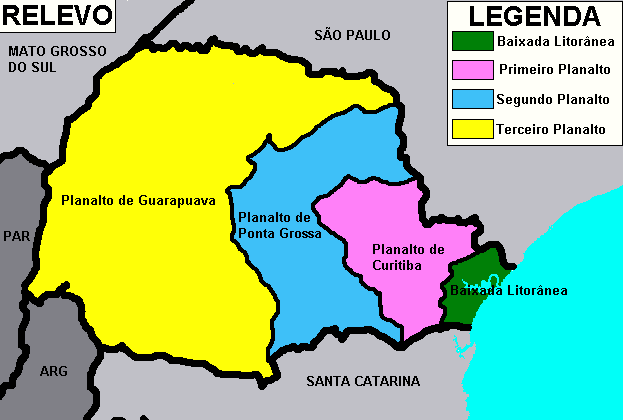
Primeiro Planalto Paranaense (rosa).

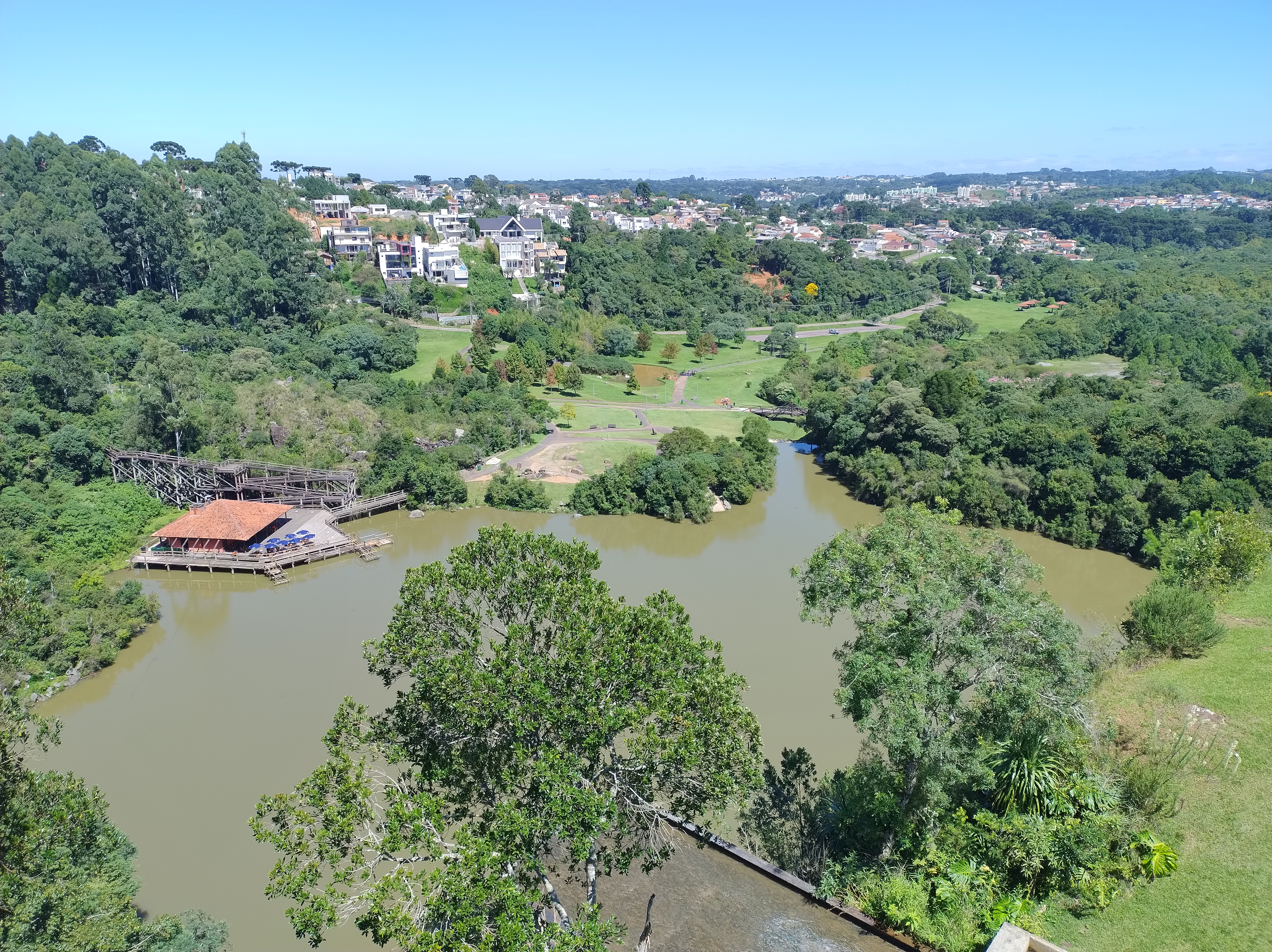
Vista parcial do Primeiro Planalto Paranaense desde o Parque Tanguá.

Primeiro Planalto Paranaense é a denominação local do Planalto Atlântico no Paraná, também conhecido como Planalto Cristalino Atlântico Paranaense. É uma formação do relevo brasileiro, localizada no Estado do Paraná. Segundo o geógrafo Reinhard Maack, este planalto forma a terceira unidade do relevo paranaense, entre a Serra do Mar e o Planalto de Ponta Grossa. Faz fronteira a leste com a Baixada Litorânea e a oeste com o Planalto de Ponta Grossa. O clima da região é subtropical Cfb, com verões quentes, invernos frios com temperaturas oscilando em torno 17ºC e inferiores a 20ºC, e chuvas torrenciais com pluviosidade superior a 1.200mm. A principal formação vegetal é de mata de araucárias com campos. As principais bacias hidrográficas são a do Iguaçu e a do Ribeira do Iguape.
O planalto cristalino, também denominado planalto de Curitiba, possui um cinturão de terrenos cristalinos, que vai de norte a sul, a oeste da serra do Mar, com um comprimento regular de cem metros e mais de 900 metros de altitude. A topografia oscila de escarpada, na porção setentrional, a levemente ondulada, na parte meridional. Um lago antigo, atualmente muito sedimentado, compõe a bacia sedimentar de Curitiba.